# Suicide Solution
〈Suicide Solution〉（中文：自殺解決方案）是英國重金屬歌手奧茲·奧斯朋的一首歌曲，收錄於他的首張專輯《奧茲風暴》，於1980年9月20日發行。

## 概述
1979年，奧茲·奧斯朋因吸毒和酗酒而被踢出黑色安息日。他並在隔年寫下〈Suicide Solution〉。奧茲在1991年表示這首歌是關於因酗酒而死的AC/DC團員邦·史考特，但作詞者鮑伯·戴斯利在2002年說在寫歌的時候有想著奧茲·奧斯朋。

### 爭議
歌曲因內容涉嫌鼓勵自殺而在1980年代引起爭議。〈Suicide Solution〉講述一個人透過酒精而緩慢自殺的故事。就像奧斯本和其他重金屬搖滾歌手演唱的歌曲一樣，歌詞被誤解為崇拜撒旦，或者鼓勵人們自殘。
〈Suicide Solution〉在1985年引起了媒體報導。1984年10月27日，奧茲的19歲樂迷約翰·麥科勒姆一邊喝酒、一邊聽〈Suicide Solution〉，然後用手槍自殺，屍體被發現時還掛著耳機。儘管知道麥科勒姆有重性憂鬱障礙，家長仍起訴奧茲，以及他的Jet公司噴射唱片和CBS Records（McCollum v. CBS）。訴狀稱歌詞麥科勒姆自殺，是刑事疏忽行為，並指唱片公司也對這位年輕人的行為承擔了責任，因為他們發布這首歌曲時「明知這樣的［歌曲］會，或至少可能促進自殺」。控方律師聲稱有段歌詞說：「Why try? Get the gun and shoot!」（為什麼還要嘗試？拿起槍然後射出去！）。鮑伯·戴斯利和奧斯朋聲稱歌詞實際是說：「Get the flaps out」、「Flaps」，是對「陰道」的粗俗俚語。奧斯朋堅稱，他寫這首歌是為了警告毒品和酒精的危險，而且寫一首關於自殺的歌曲對他來說沒有好處，因為他不會留下太多粉絲。黑色安息日前任經理和莎朗·奧斯朋的父親唐·亞頓在法庭上對歌曲的爭議歌詞做辯解：「老老實實地說，我會懷疑奧斯朋是否知道歌詞的意思，如果歌詞有任何意義的話，因為他的英語掌控能力不是很好」。
訴訟在1985年10月提起，1985年12月被駁回。法院依美國憲法第一修正案判奧茲勝訴 ，稱這首歌與麥科勒姆的自殺沒有任何關聯，且奧斯朋擁有憲法第一修正案的絕對權利來創作一首有關自殺的歌曲。1986年8月，加利福尼亞州上訴法院維持原判，堅稱歌曲中沒有任何內容構成明顯且存在的危險。
1991年，奧斯朋因同樣原因被邁克爾·沃勒的父母起訴（Waller v. Osbourne），索賠900萬美元，但法院再次判奧斯朋勝訴。